# Litoralia
Genre
Litoralia est un genre d'opilions laniatores de la famille des Cosmetidae.

## Distribution
Les espèces de ce genre sont endémiques du Venezuela.

## Liste des espèces
Selon World Catalogue of Opiliones (26/07/2021) :
- Litoralia acerba González-Sponga, 1992
- Litoralia austera González-Sponga, 1992
- Litoralia bothropica González-Sponga, 1992
- Litoralia cordillerana González-Sponga, 1992
- Litoralia gibberosa González-Sponga, 1992
- Litoralia guariquensis González-Sponga, 1992
- Litoralia junci González-Sponga, 1992
- Litoralia longipedis González-Sponga, 1992
- Litoralia poecilis (Roewer, 1928)
- Litoralia rubicunda González-Sponga, 1992

## Publication originale
- González-Sponga, 1992 : « Aracnidos de Venezuela. Opiliones Laniatores II. Familia Cosmetidae. » Boletin de la Academia de Ciencias Fisicas, Matematicas y Naturales, vol. 26, p. 1–432.